# Німецькі християни

Прапор руху

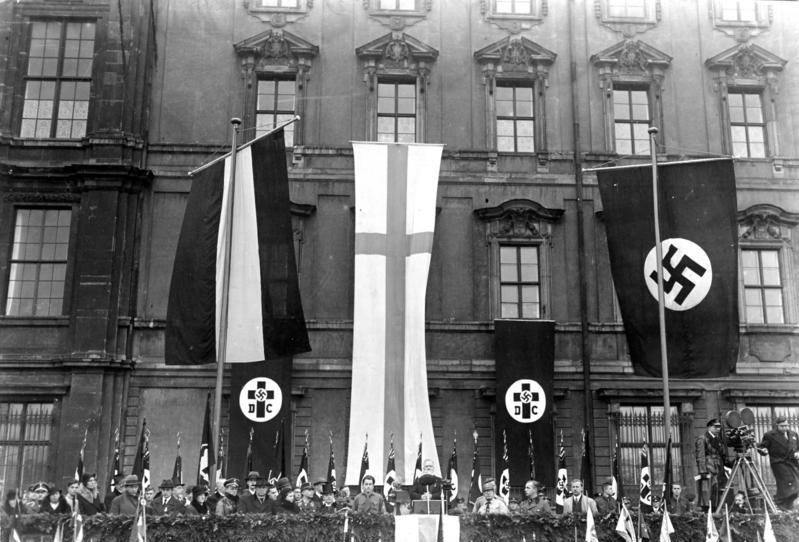
Святкування дня Лютера «Німецькими християнами» в Берліні в 1932 році

«Німе́цькі христия́ни» (нім. Deutsche Christen) — рух, організований в травні 1932 року прихильниками націонал-соціалізму серед німецького духовенства Євангелічної церкви Німеччини. Очолювався Людвігом Мюллером. Представники руху були згодні з расовими ідеями націонал-соціалістів; вони публічно заявляли, що християни, які мають єврейських предків, є християнами в новозавітному сенсі, але не німецькими християнами. Вони також підтримували нацистський тезу «позитивного християнства», яка заперечувала початкову людську гріховність. Деякі з них закликали видалити юдейський Старий Завіт з Біблії. Символом нового руху став традиційний християнський хрест зі свастикою в середині і буквами D і C.
До середини 1930-х років рух налічував вже близько 600 000 членів. У листопаді 1932 року на виборах в Пруську церкву «Німецькі християни» отримали третину всіх місць. Це давало руху можливість встановити контроль над усією церквою, про цей намір вони заявили на масовому мітингу в Берліні на початку квітня 1933 року. «Німецькі християни» наполягали на скасуванні федеральної структури євангельської церкви з 28 автономними регіональними церквами і її заміні на єдину централізовану «Імперську церква» (нім. Reichskirche). За підтримки Гітлера ця церква була успішно створена. Користуючись широкою підтримкою Міністерства пропаганди Йозефа Геббельса, рух здобув рішучу перемогу на церковних виборах 23 липня 1933 року. Завдяки цим діям лідируюче в Німеччині становище зайняли протестанти, які ще до приходу націонал-соціалістів до влади підтримали окремі аспекти їх ідеології. 5-6 вересня 1933 року в Берліні пройшов Генеральний Синод Пруської унії («Коричневий Собор») а єпископом був обраний лідер німецьких християн Людвіг Мюллер. Також вводилася заборона на служіння пасторам з єврейським корінням. Секретарем Собору був Мартін Німеллер. 27 вересня в Віттенберзі на Національному Синоді Людвіг Мюллер був затверджений єпископом Рейху.
Прояви руху знайшли місце навіть в архітектурі — освячена в 1935 році в південному районі Берліна Марієнгоф Меморіальна церква Мартіна Лютера була рясно прикрашена нацистськими символами, а серед її парафіян понад дві третини в середині 30-х років були членами НСДАП.

## Влада і конфесія
Нацисти вважали рух корисним на початковому етапі консолідації сил в Німеччині, так як німецькі християни постійно нагадували парафіянам, що саме євреї розіп'яли Ісуса Христа, чим заохочували антисемітські настрої серед населення. Однак з 1937 року нацистські ідеологи вважали німецьких християн такими, що виконали своє призначення і видалили їх з усіх значущих посад.
Проте рух існував до кінця існування Третього рейху. Після поразки Німеччини в Другій світовій війні єпископ німецьких християн Мюллер покінчив життя самогубством.

## Оцінки
Карл Густав Юнг зазначав: 
 Дух цього руху знайшов своє вираження в проповіді, виголошеній доктором Лангманом — євангельським пастором і видатним церковним ієрархом — на похоронах Густлоффа. Доктор Лангманн з'явився в формі штурмовиків, включаючи чоботи. В останньому напутті він заявив, що місце покійного в Вальгаллі, в будинку Зігфріда і Бальдра — героїв, «які пожертвували своєю кров'ю заради життя німецького народу» (подібних — серед інших — Христу). «Нехай цей Бог пошле народи землі брести, брязкаючи ланцюгами, крізь історію». «Нехай благословить Бог нашу боротьбу». Саме цими словами, згідно Neue Zurcher Zeitung, 1936, № 249, завершив високоповажний пастир свою промову. 